# Gonepteryx rhamni
A borboleta-limão (Gonepteryx rhamni) é uma borboleta da família Pieridae.

## Descrição, comportamento e distribuição
Esta espécie distribui-se pela Europa, Ásia e mesmo no Norte de África, sendo uma das espécies de borboleta com maior longevidade, apesar da maioria deste tempo ser passado em hibernação.
Na parte superior, o macho é amarelo e a fêmea é branca misturado com um pouco de verde, mas ambos têm uma pinta laranja no centro de cada asa.

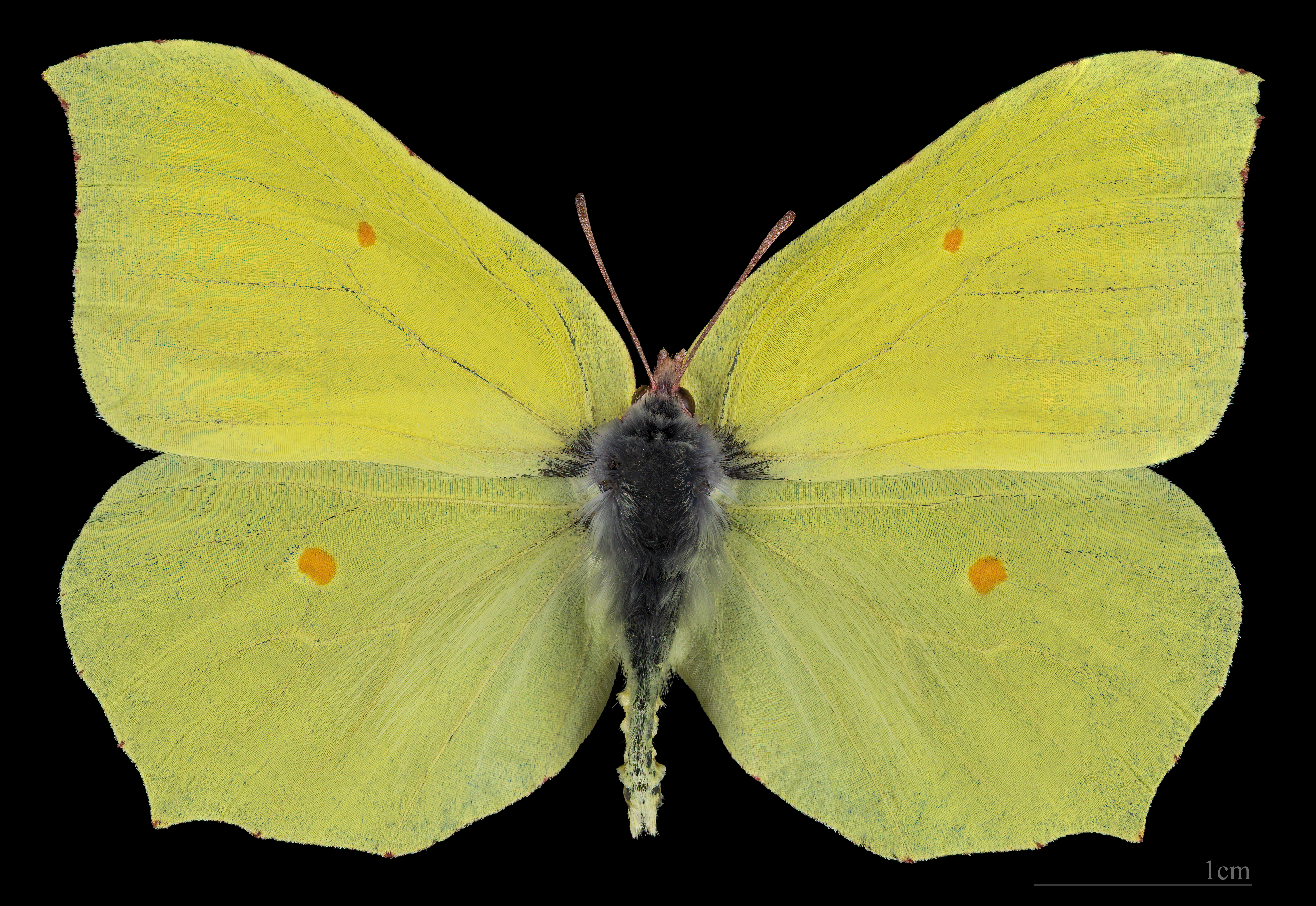
Gonepteryx rhamni ♂
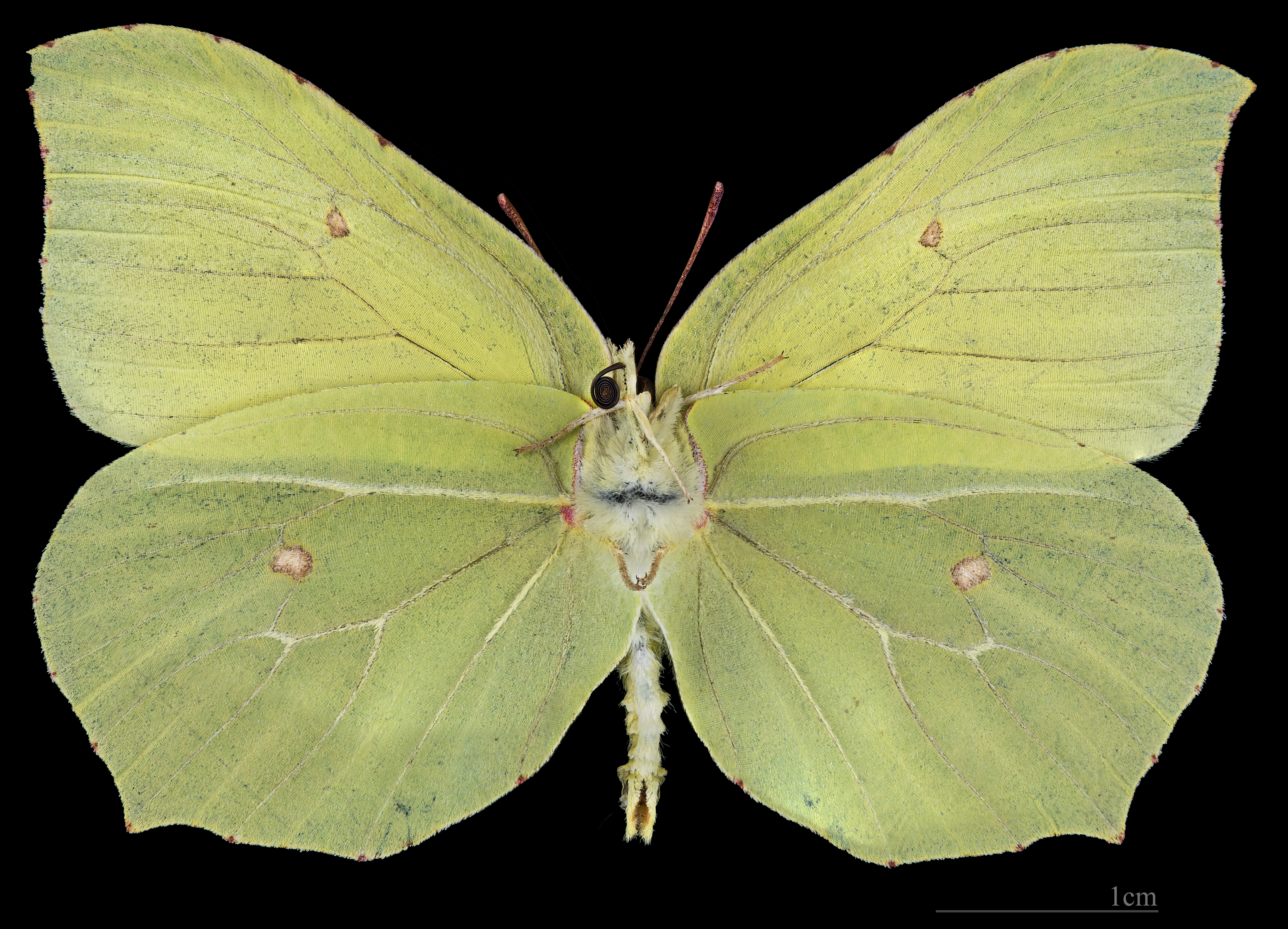
Gonepteryx rhamni ♂  △
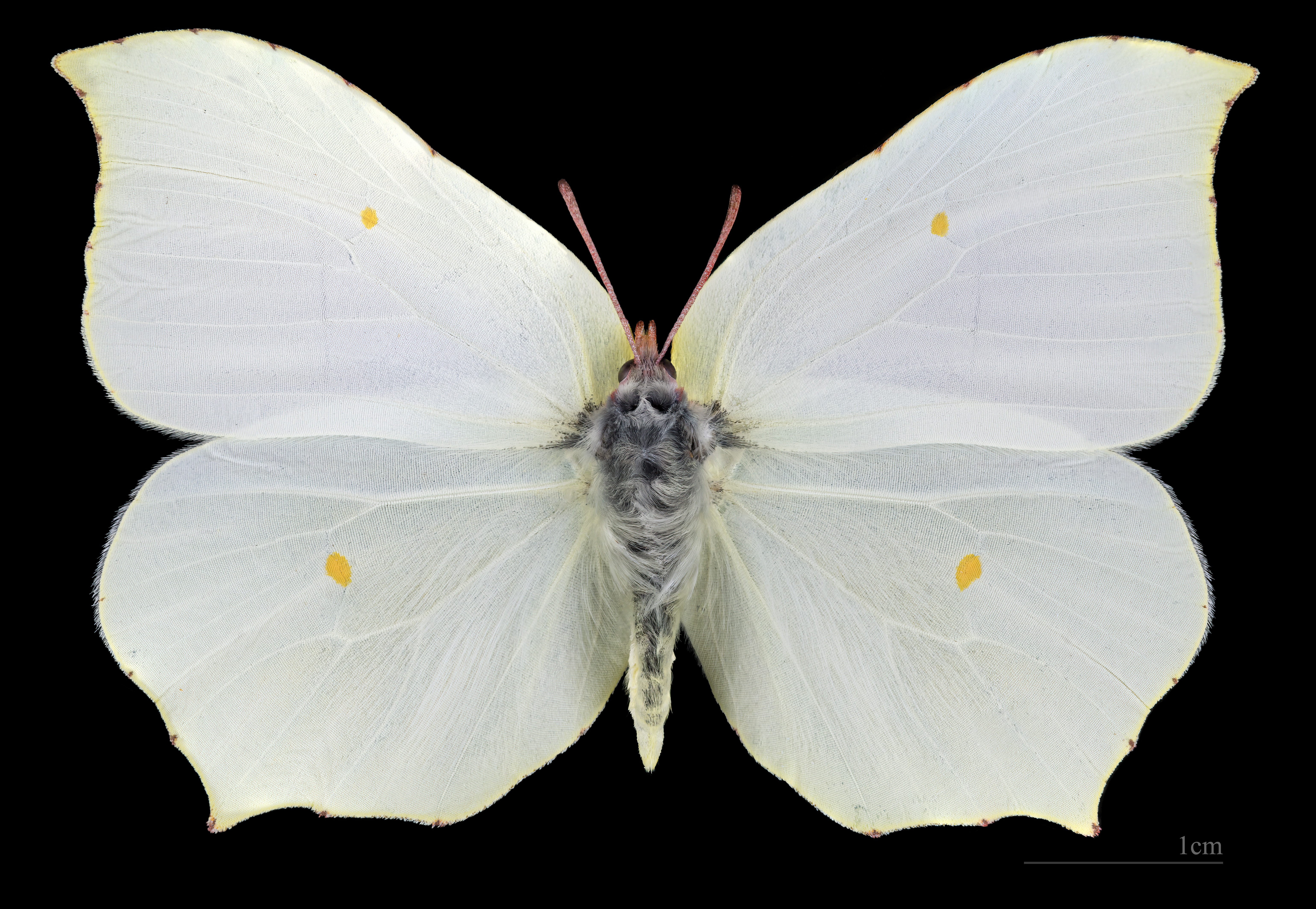
Gonepteryx rhamni ♀
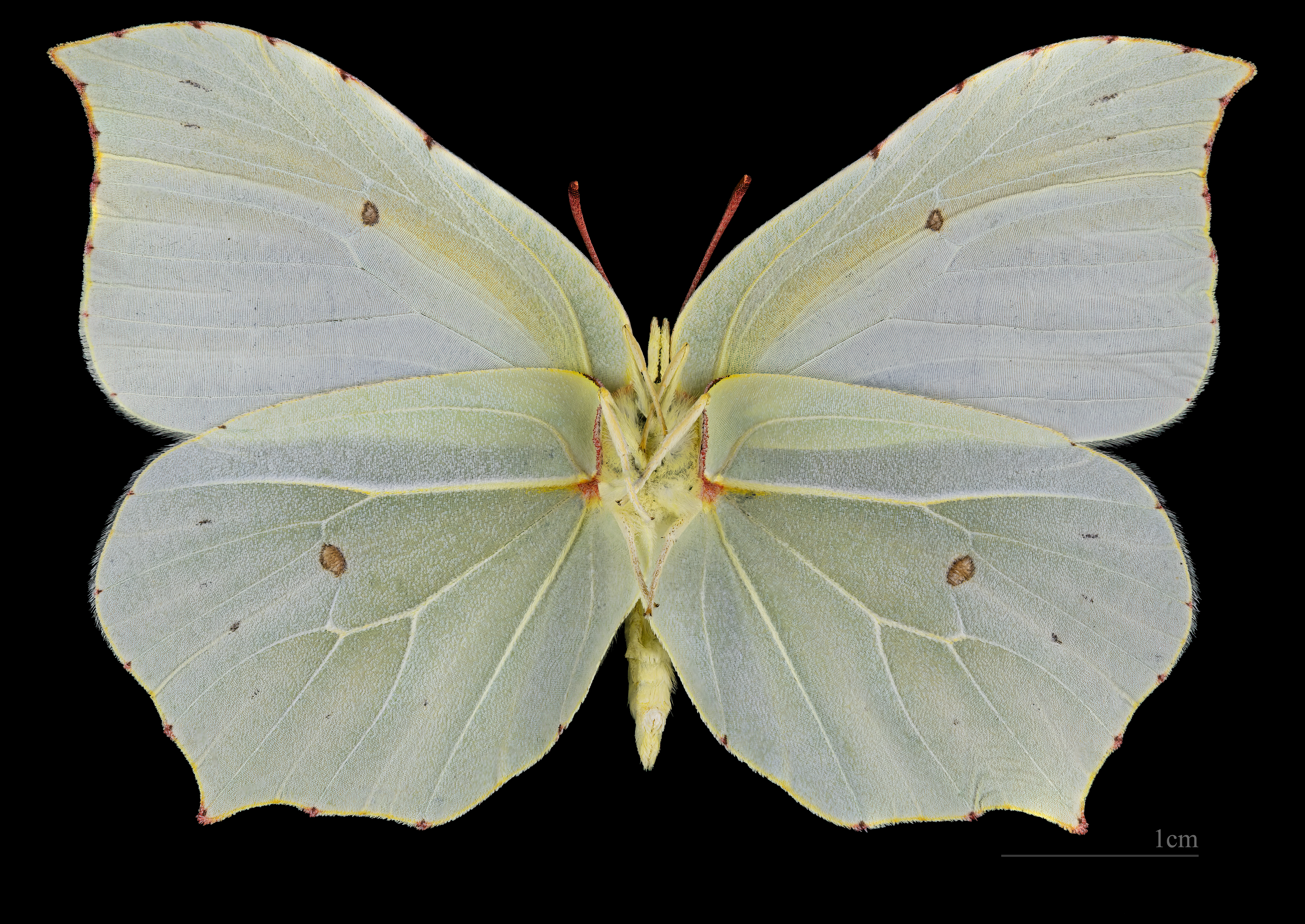
Gonepteryx rhamni ♀ △

Elas nunca pousam com suas asas abertas e da face inferior os sexos são mais difíceis de separar, mas as fêmeas são mais pálidas. A forma das suas asas é única entre as borboletas britânicas (embora existam  espécies próximas similares na Europa meridional e oriental) e serve como camuflagem enquanto eles repousam e durante a hibernação. Amplamente distribuídas em toda a metade sul do Reino Unido, tem vindo a aumentar a sua área de distribuição no norte da Inglaterra, mas é limitada pela distribuição das plantas que alimentam as suas larvas e está muito possivelmente perto de sua extensão máxima possível enquanto que as plantas não aumentem a sua distribuição também. Na Irlanda, tem uma distribuição muito mais localizada. Está amplamente presente através da Europa, África e leste da Mongólia. Muitas vezes, a primeira borboleta a ser visto na primavera, por vezes já em Janeiro, quando os adultos em hibernação são acordados em um dia ensolarado. Existe um mito popular de que é esta borboleta que está ma origem da palavra inglesa BUTTERFLY, uma corruptela de Butter- coloured fly (Mosca da cor da manteiga). A suas asas fazem-nas parecer com folhas.